# Zaluzianskya diandra
Zaluzianskya diandra är en flenörtsväxtart som beskrevs av Friedrich Ludwig Diels. Zaluzianskya diandra ingår i släktet Zaluzianskya och familjen flenörtsväxter. Inga underarter finns listade i Catalogue of Life.